# Norops birama
Norops birama este o specie de șopârle din genul Norops, familia Polychrotidae, descrisă de Garrido 1990. Conform Catalogue of Life specia Norops birama nu are subspecii cunoscute.